# سیوداد دلاپاز
سیوداد دلاپاز (به لاتین: Ciudad de la Paz) یک منطقهٔ مسکونی در گینه استوایی است که در Djibloho واقع شده است. سیوداد دلاپاز ۸۱٫۵ کیلومتر مربع مساحت دارد ۴۵۴ متر بالاتر از سطح دریا واقع شده است.